# Regnvattensmygga
Regnvattensmyggan, Aedes koreicus är en tvåvingeart som först beskrevs av Edwards 1917.  Aedes koreicus ingår i släktet Aedes och familjen stickmyggor. Inga underarter finns listade i Catalogue of Life. Regnvattensmyggan har kommit till Europa med handel och har etablerat sig i Centraleuropa och sprider sig. 